# Karl-Bonhoeffer-Nervenklinik (métro de Berlin)
Karl-Bonhoeffer-Nervenklinik est une station du métro de Berlin à Berlin-Wittenau, desservie par la ligne U8. Elle est située sous l'Ollenhauer Straße.
À cent mètres au sud-ouest se trouve la gare de S-Bahn éponyme (de).

## Histoire
L'excavation et la construction de la station a commencé dès 1987 et devaient être terminées pour 1992, mais les multiples rénovations et travaux qu'ont demandé la réunification berlinoise a fait ajourner le projet. Finalement, la mise en service a lieu le 24 septembre 1994. La station est décorée avec des briques Klinkers.
L'ancienne clinique psychiatrique du psychiatre et neurologue berlinois Karl Bonhoeffer (1868-1948) qui a donné son nom à la station est située dans le parc de 45 hectares qui longe l'Ollenhauer Straße par l'ouest. Une bouche de la station donne directement sur l'entrée. La clinique psychiatrique a été déménagée depuis 2006 vers la clinique Humboldt et les locaux restent vide. Une partie a été aménagée depuis 3 mai 2013 comme logement d'urgence pour des sans-papiers.